# Вторжение (Доктор Кто)
Вторжение (англ. The Invasion) — третья серия шестого сезона британского научно-фантастического телесериала «Доктор Кто», состоящая из восьми эпизодов, которые были показаны в период со 2 ноября по 21 декабря 1968 года. Шесть эпизодов сохранилось в архивах Би-би-си, а первый и четвёртый были утрачены и доступны лишь в виде реконструкции, в том числе официальных мультфильмов с оригинальной аудиодорожкой.

## Сюжет
ТАРДИС уворачивается от ракеты, запущенной с Луны, высаживая Доктора, Джейми и Зои в Англии конца XX века. Визуальный стабилизатор повреждён, и ТАРДИС становится невидимой, так что герои идут на поиски профессора Эдварда Трэверса (Ужасные снежные люди, Паутина страха). До Лондона их подбрасывает водитель грузовика, который рассказывает об International Electromatics или IE, самом большом производителе электроники в мире. Вскоре после ухода героев, водителя убивают двое охранников IE, следовавших за ним на мотоциклах.
Доктор выясняет, что профессор Трэверс вместе со своей дочерью уехал в США, оставив свой дом в Лондоне под присмотром Изобель Уоткинс и её дяди-учёного профессора Уоткинса, который недавно исчез, работая на IE. Доктор и Джейми отправляются в офис IE в Лондоне на расследование. Электронный регистратор отказывает им в пропуске, так что они проходят через чёрный вход, но их ловят и отправляют к директору корпорации Тобиасу Вону, который говорит, что профессор занят и не желает никого видеть. Доктор подозревает неладное, заметив, что Вон ни разу не моргнул в течение всей встречи.
Вон убеждает Доктора оставить сломанные схемы ТАРДИС на тесты, и после его ухода открывает стену, за которой спрятана инопланетная машина, и узнаёт, что Доктор распознан на Планете 14 и является угрозой, подлежащей уничтожению.
Доктора и Джейми похищают двое незнакомцев и доставляют к Летбриджу-Стюарту, со времён эпизода Паутина страха повышенному с полковника до бригадира, работающего на ЮНИТ. Он рассказывает, что расследует деятельность IE, потому что люди, входящие в здание IE выходят из него совсем другими. Он также рассказывает, что водитель грузовика, которого они встретили, был оперативником ЮНИТ и исчез.
Зои и Изобель следуют в здание IE на поиски Доктора и Джейми. Они натыкаются на электронный регистратор, но Зои ломает машину, включается тревога, и их ловят; Изобедь теперь используют, чтобы заставить своего дядю, которого удерживают в плену, сотрудничать с Воном.
Начальник научного отдела Вона, Грегори, изучает схемы ТАРДИС и приходит к выводу, что они инопланетного происхождения. Вон понимает, что Доктор может знать то, что не знает Уоткинс.
Доктор и Джейми обнаруживают, что Зои и Изобель попали в руки Вона. Они возвращаются в IE, находят перо из боа Зои рядом с контейнерами, которые грузят на поезд, но их ловит начальник охраны Пэкер. Вон отрицает похищение Зои и Изобель и предлагает Доктору и Джейми встретить поезд на станции прибытия. Там они встречают профессора Уоткинса, который показывает Доктору своё изобретение: мозговой наставник, обучающее устройство, способное вызывать эмоциональные изменения. Вон подслушивает их разговор, надеясь узнать больше о Докторе и ТАРДИС.
Доктор замечает антенну связи для глубокого космоса. Он с Джейми сбегает, и Джейми, прячась от охраны, замечает кокон, который как будто дышит. Тем временем, Вон собирается использовать устройство на своих (пока безымянных) союзниках, которые скоро должны захватить Землю, и воспользоваться ТАРДИС в случае, если вторжение провалится.
Доктор и Джейми, узнав расположение Зои и Изобель, спасают их. Доктор вызывает вертолёт ЮНИТ по радиопередатчику. Поняв, что ЮНИТ угрожает его планам, Вон гипнотизирует генерал-майора Ратлиджа, чтобы тот прекратил расследование ЮНИТ.
Доктор осматривает фотографии НЛО над фабрикой IE и понимает, что они приносят таинственные коконы на Землю. Он с Джейми проникает на склад IE в Лондоне и видит появление киберчеловека. Они предупреждают бригадира, что кибер-армия прячется где-то на Земле, но опаздывают: Ратлидж закрыл расследование.
Доктор подозревает, что Киберлюди прячутся в канализации под городом. Вон проверяет машину Уоткинса на пробуждённом киберчеловеке, вводя его в безумие, и тот сбегает в канализацию. Теперь Вон удовлетворён, так как у него есть оружие против киберлюдей, и он сможет подчинить их после вторжения, которое начнётся после того, как схемы внутри каждого изделия IE включатся и начнут контролировать людей по всему миру.
Доктор спешно работает над устройством блока сигнала кибер-контроля. Изобель, Зои и Джейми пробираются канализацию за доказательствами присутствия киберлюдей на Земле, но натыкаются на двух киберлюдей, застряв между ними и безумным киберчеловеком, и их спасает отряд ЮНИТ, добивая киберлюдей с помощью гранат. Но получившиеся фото киберлюдей бесполезны и выглядят слишком неправдоподобно.
Уоткинс собирается убить Вона, но с ужасом понимает, что тот уже частично киберчеловек, но с человеческим мозгом и может умереть от одной обычной пули. ЮНИТ освобождает Уоткинса, а Доктор создаёт деполяризатор, защищающий носителя от сигнала киберконтроля. Корабль на Луне (который выстрелил ракету в ТАРДИС) пошлёт сигнал и флот вторжения прилетит на сигнал передатчика на фабрике IE.
Бригадир приказывает всем отрядам прикрепить деполяризаторы сзади на шею. На закате передача сигнала начинается, и сотни киберлюдей выходят из канализаций Лондона.
ЮНИТ собирается использовать русскую ракету, чтобы уничтожить источник сигнала, используя английское ПВО для уничтожения киберфлота. Капитан Тернер отправляется в Россию, а бригадир отправляется на ракетную базу ВВС Британии. Ракет недостаточно для уничтожения флота, а компьютер слишком медленный для вычислений правильного решения, но Зои использует свой талант к математике, вычислив координаты, и ракеты взрывают большую часть флота по цепной реакции.
Доктор пытается переубедить Вона, которого киберлюди обвиняют в уничтожении флота и теперь собираются уничтожить всю жизнь на Земле мегатрон-бомбой. Доктор убеждает Вона помочь человечеству, и они выключают радиолуч, чтобы по нему не могла пройти бомба.
После уничтожения передатчика Вона убивают его бывшие союзники, но на помощь подходят солдаты ЮНИТ. Бомба уничтожена ПВО, русская ракета уничтожает кибер-корабль, передающий сигнал, который был вынужден подойти к Земле для прицеливания.
Доктор, Джейми и Зои прощаются с ЮНИТ и отправляются к ТАРДИС вместе с Изобель и Тернером. Все трое прощаются и исчезают на глазах Изобель и Тернера.

## Трансляции и отзывы
| Эпизод            | Дата показа     | Продолжительность | Телезрители (в миллионах) | Archive                            |
| ----------------- | --------------- | ----------------- | ------------------------- | ---------------------------------- |
| «Эпизод 1»        | 2 ноября 1968   | 24:32             | 7,3                       | Only stills and/or fragments exist |
| «Эпизод 2»        | 9 ноября 1968   | 24:26             | 7,1                       | 16mm t/r                           |
| «Эпизод 3»        | 16 ноября 1968  | 23:44             | 7,1                       | 16mm t/r                           |
| «Эпизод 4»        | 23 ноября 1968  | 24:18             | 6,4                       | Only stills and/or fragments exist |
| «Эпизод 5»        | 30 ноября 1968  | 23:25             | 6,7                       | 16mm t/r                           |
| «Эпизод 6»        | 7 декабря 1968  | 23:20             | 6,5                       | 16mm t/r                           |
| «Эпизод 7»        | 14 декабря 1968 | 24:46             | 7,2                       | 16mm t/r                           |
| «Эпизод 8»        | 21 декабря 1968 | 25:03             | 7                         | 16mm t/r                           |
| [ 1 ] [ 2 ] [ 3 ] |                 |                   |                           |                                    |